# Paul Outerbridge

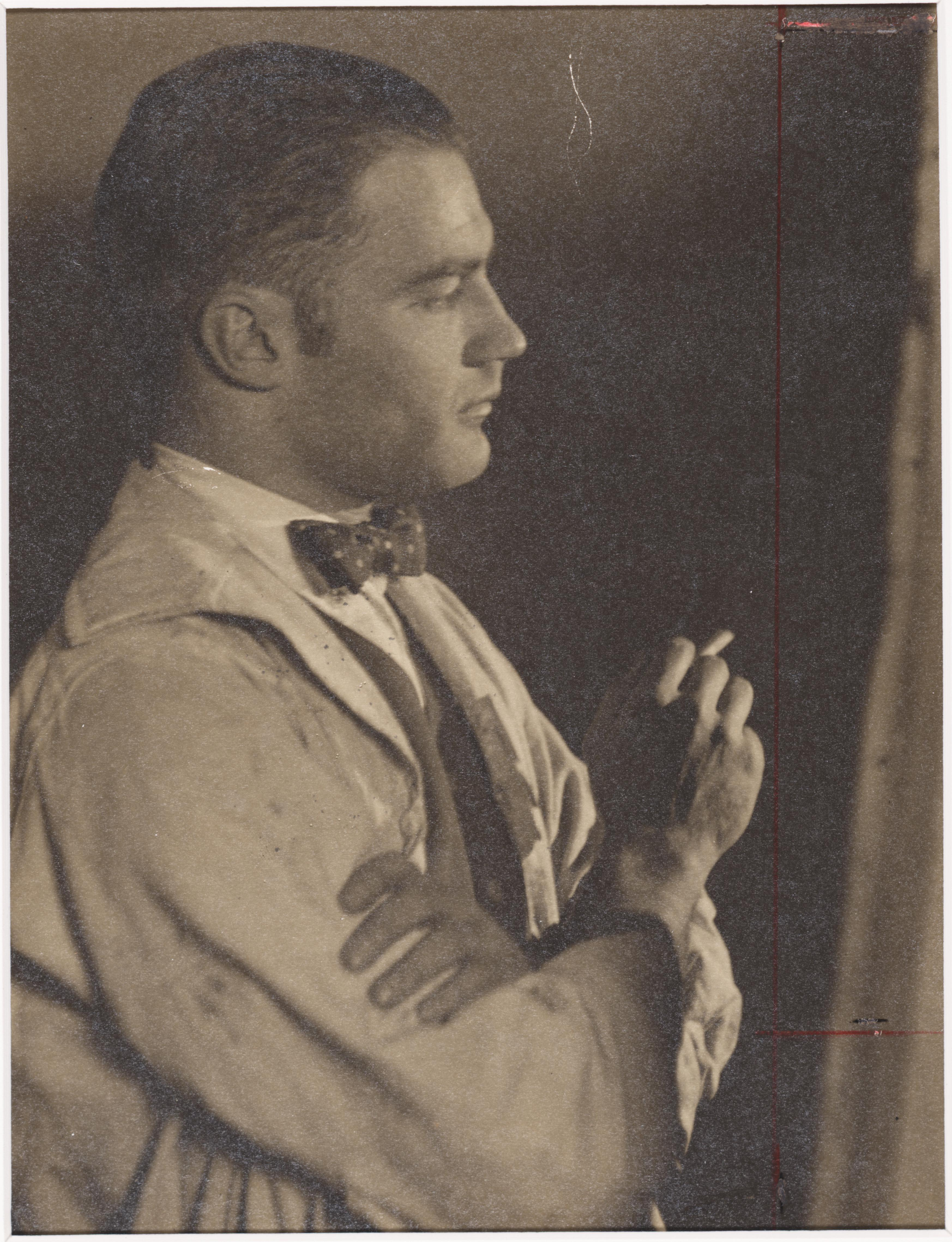
Paul Outerbridge: Henry Ernest Schnakenberg, 1923

Paul Outerbridge junior (15. srpna 1896 – 17. října 1958) byl americký fotograf známý průkopnickou prací s barevnou fotografií. Působil jako módní a komerční fotograf, průkopník a učitel barevné fotografie, autor erotických fotografií aktů, které za jeho života nemohly být vystaveny.

## Fotografická kariéra
V mládí pracoval jako ilustrátor a divadelní návrhář, tvořil scény a osvětlovací schémata. Po nehodě byl propuštěn z královské kanadské námořní letecké služby, v roce 1917 se zapsal do americké armády kde vytvořil svá první fotografická díla. V roce 1921 se přihlásil do fotografické školy Clarence Hudsona Whita na Kolumbijské univerzitě. Clarence Hudson White byl fotograf samouk, který výrazně ovlivnil vývoj fotografie na počátku 20. století jako učitel a mentor. Řada jeho studentů pokračovala v prominentních a vlivných kariérách, včetně Margaret Bourke-Whiteové, Dorothy Langeové, Josephiny Herrickové, Stelly F. Simonové, Anny Brigmanové, Laury Gilpinové, Ralpha Steinera, Dorisy Ulmannové, Margarety Watkinsové, Karla Strusse nebo Antona Bruehla.
Za rok začaly práce Paula Outerbridge vycházet v časopisech Vanity Fair a Vogue. V roce 1925 mu uspořádala Královská fotografická společnost v Londýně samostatnou výstavu.

### Paříž
Outerbridge pak cestoval do Paříže, kde se spřátelil s umělci a fotografy Man Rayem, Marcelem Duchampem nebo Berenicou Abbottovou. V Paříži pracoval na uspořádání vzhledu francouzského časopisu Vogue. Setkal se také s Edwardem Steichenem, začal s ním spolupracovat a společně vybudovali největší a nejkompletněji vybavené reklamní fotostudio své doby.
V roce 1929 bylo 12 Outerbridgových fotografií zařazeno na prestižní německou výstavu Film und Foto.

### New York
Po návratu do New Yorku v roce 1929 Outerbridge otevřel vlastní fotografické studio, kde se věnoval komerční a umělecké práci a každý měsíc publikoval sloupec o barevné fotografii pro U.S. Camera Magazine. Stal se známým vysokou kvalitou svých barevných ilustrací, vytvořených komplexním trojbarevným uhlotiskovým procesem.
V roce 1937 byly jeho fotografie zařazeny na výstavu v Muzeu moderního umění a v roce 1940 vydal svou klíčovou knihu Photographing in Color (Fotografování v barvě) doplněnou vysoce kvalitními ilustracemi pro vysvětlení jeho technik.
Outerbridgovy erotické studie v živých barvách často obsahovaly fetiš a byly příliš erotické na tehdejší společenské standardy pro všeobecné přijetí veřejnosti. Skandál s jeho erotickými fotografiemi přinutil Outerbridge v roce 1943 k ukončení komerční fotografie, odchodu do důchodu a odstěhování do Hollywoodu. I přes kontroverzi s erotickými snímky nadále přispíval fotografickými příběhy do časopisů a psal měsíční sloupek.
V roce 1945 se oženil s módní návrhářkou Lois Weirovou a pracovali ve společné módní společnosti Lois-Paul Originals.
Zemřel na rakovinu plic 17. října 1958 ve věku 62 let.
Rok po jeho smrti Smithsonův institut uspořádal samostatnou výstavu Outerbridgeových fotografií. Ačkoli jeho pověst časem pobledla, oživení Outerbridgových fotografií přišlo v sedmdesátých a devadesátých letech 20. století.

## Knihy
- Outerbridge, Paul. Photographing in Color. New York: Random House, 1940.
- Graham Howe (esej), Robert Glenn Ketchum (editor). Paul Outerbridge Jr.,. Los Angeles: Center for Photographic Studies, 1976. ISBN 0917992016.
- Hawkins, G.; Graham Howe; Markham, J. Paul Outerbridge Jr. Photographs. New York: Rizzoli, 1980. ISBN 978-0-8478-0281-4. S. 159.
- Dines, E.; Graham Howe. Paul Outerbridge Jr.: A Singular Aesthetic. Los Angeles: Arabesque Books, 1981. Dostupné online. ISBN 0-940872-02-1.
- Graham Howe. Nudes: Paul Outerbridge. Milan: Federico Motta Editore, 1996. ISBN 978-88-7179-108-1. S. 60.
- Paul Outerbridge: 1896–1958, Paul Outerbridge, Carol McCusker, Elaine Dines-Cox, M. F. Agha, and Manfred Heiting, Editor (1999), ISBN 978-3-8228-6618-4
- Graham Howe, with co-curators Ewing, W. and Prodger, P. Paul Outerbridge: New Color Photographs from Mexico and California, 1948–1955. Nazraeli Press, 2009. ISBN 978-1-59005-261-7